# Калашников, Владимир Васильевич
Владимир Васильевич Калашников (20 мая 1944, Чапаевск, Куйбышевская область ― 12 июня 2019) ― российский инженер, доктор технических наук, профессор. Ректор (1999—2009) и президент (с 2009) Самарского государственного технического университета.

## Биография
Родился 20 мая 1944 года в г. Чапаевск, Куйбышевская область. Отец, Василий Семенович Калашников, во время войны был начальником Чапаевской ТЭЦ, а в конце сороковых стал парторгом ЦК Чапаевского химического завода, а в середине пятидесятых — директором Красноуральского химического завода.
По окончании школы Владимир Калашников учился в Верхнетуринском техникуме сельхозмашиностроения, затем перевёлся в Куйбышевский приборостроительный техникум при заводе имени Масленникова, который окончил в 1962 году. Окончил КПТИ им. В. В. Куйбышева в 1967 году. В 1972 году защитил диссертацию на соискание учёной степени кандидата технических наук, в 1981 году стал доктором технических наук. Доцент (1976), профессор (1981), академик Международной академии информатизации (1994), академик РАРАН (2008). С 1968 года работе в Куйбышевском политехническом институте: инженер, старший инженер отраслевой лаборатории кафедры «Теории твёрдых химических веществ» (1968―1970), аспирант (1970―1972), старший научный сотрудник (1972―1973), преподаватель (1973―1976), доцент (1976―1981), профессор и заведующий кафедрой «ТТХВ» (с 1982). В 1979―1990 гг. ― декан инженерно-технологического факультета. С 1994―1999 гг. директор НИИ проблем конверсии и высоких технологий (при СамГТУ). в 1990―1999 гг. ― проректор по научной работе СамГТУ. В 1999―2009 гг. ― ректор СамГТУ. С 2009 по 2019 ― президент СамГТУ, с 1982 и по 2014 г. ― заведующий кафедрой ТТХВ.
Действительный член Российской академии ракетно-артиллерийских наук. Член экспертного совета ВАК России.
Автор около 350 научных трудов, в том числе 6 монографий, имеет более 60 авторских свидетельств и патентов на изобретения. Его работы широко известны в России и за рубежом. Подготовил 19 кандидатов и 5 докторов технических наук.

## Награды
Награждён медалью «За трудовую доблесть» (1986), почётным знаком «Заслуженный деятель науки Российской Федерации» и «За отличные успехи в работе в области высшего образования СССР» (1988). Лауреат премии Совета Министров СССР (1990), лауреат премии правительства Российской Федерации (1997, 2000). Награждён знаком отличия «За заслуги перед Самарской областью», орденом «Знак Почёта».